# Namahage
Namahage (生剥) est un rituel japonais actuellement pratiqué lors du Nouvel An dans la péninsule d'Oga proche d'Akita, une préfecture de la région de Tōhoku, située dans le nord de l'île principale du Japon, Honshu.

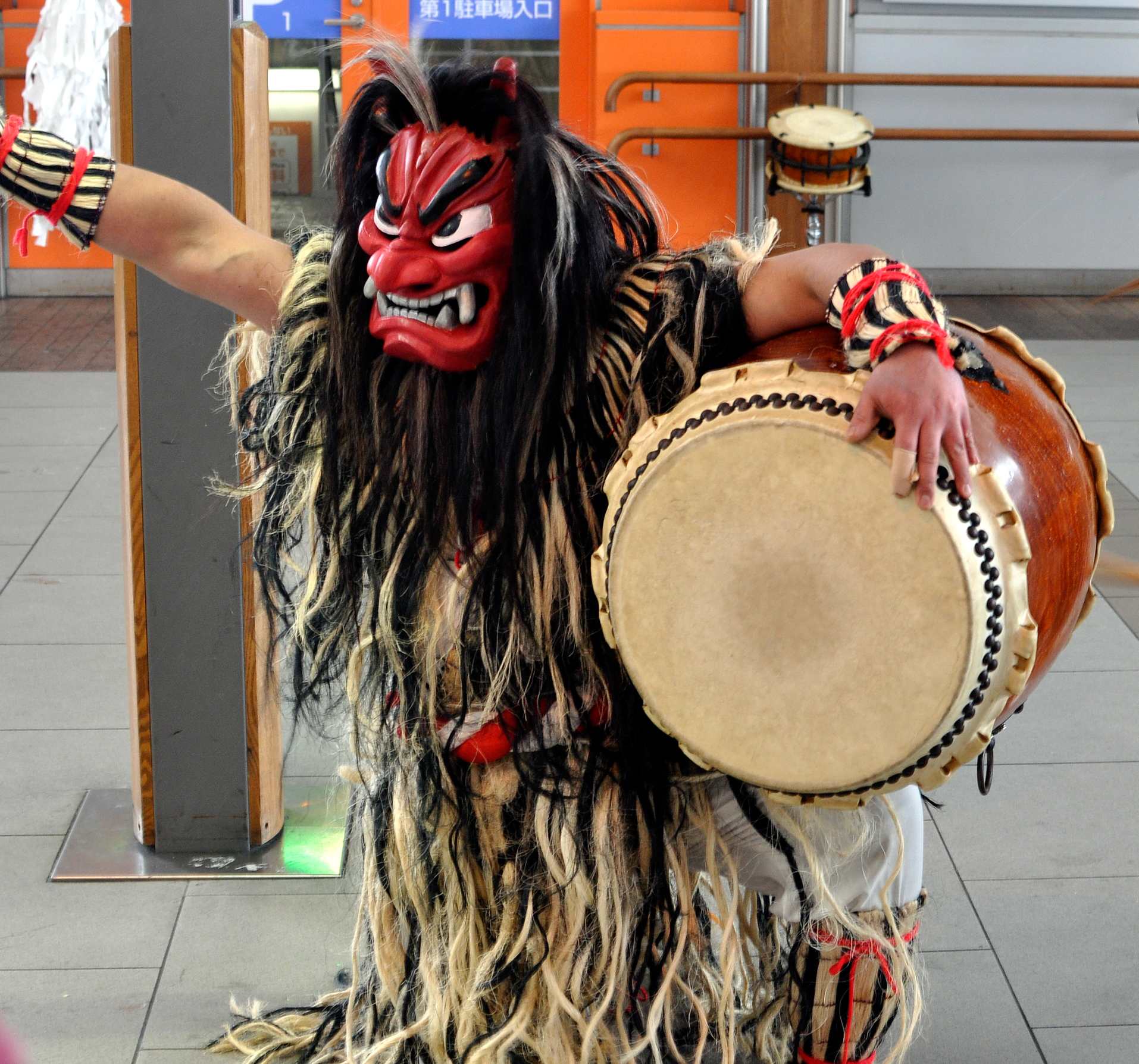
Un costume rituel pour namahage.

Son aspect le plus connu est la visite qu'effectuent de jeunes gens déguisés en démons — les oni — parmi les habitants. Après avoir menacé d'emporter les enfants désobéissants ou paresseux, provoquant la terreur des plus jeunes, ils repartent apaisés par les dénégations des parents et des offrandes de repas. Leur visite, rattachée à la légende  des toshigami, ou visite des dieux pour la nouvelle année, est considérée comme une source de bénédiction.

## Étymologie
Le nom de namahage viendrait d'une expression du dialecte d'Akita « namomi hagi » (« pelure à vif ») constituée d'après le mot « nama » (« à vif ») et le verbe « hagi » (« peler »). Il fait référence aux cloques provoquées par les projections de braise des kotatsu, braseros placés sous la table et servant au chauffage en hiver. Le fait d'arracher la peau de ces cloques provoque la mise à nu de la chair. La présence de nombreuses cloques et leur arrachage serait un symbole de paresse, puisque touchant principalement ceux qui passent leur temps assis à rien faire, autour du kotatsu,. Toutefois, en même temps, l'expression à l'impératif, « namomihage » est devenue une formule de vœux, adressée lors du Nouvel An aux épouses, aux enfants et aux visiteurs.

## Origines et légendes
Les démons du namahage, les oni, sont généralement considérés comme une dérivation des dieux propices de la nouvelle année.

## Date
Initialement célébrée lors du 15e jour de la nouvelle année, la fête des namahage a désormais lieu lors de la nuit du 31 décembre.

## Déroulement
À la nouvelle année, un groupe de jeunes hommes déguisés en démons appelés namahage (sorte de Père Fouettard ou Krampus), visitent chaque maison dans le village, en criant : « Y a-t-il un enfant qui a un mauvais comportement, ici ? », « Y a-t-il des enfants désobéissant à leurs parents ? » ou « Y a-t-il des belles-filles négligeant leurs devoirs ? » Ils vont ensuite effrayer les enfants, leur disant de ne pas être paresseux ou de ne pas pleurer. Les parents assurent alors aux namahage qu'il n'y a pas de mauvais enfants dans leur maison et donnent de la nourriture ou des boissons alcoolisées traditionnelles aux démons.

### Acteurs
Les jeunes hommes incarnant les namahage étaient traditionnellement de jeunes hommes célibataires au sortir de l'adolescence, connus des visités comme étant de bonne réputation et appartenant à l'élite locale. Avec le temps, les critères de sélection se sont faits moindres. Ils sont accompagnés d'hommes plus âgés qui les canalisent et leur servent de guides, ainsi que d'adolescents qui récoltent quelques pièces à la fin de leur visite.

### Costumes et masques
Les costumes étaient initialement constitués de toutes sortes de matériaux primaires, tels que algues séchées, paille, écorces…
Les oni peuvent être masculins ou féminins. Ils sont différenciés par la couleur de leur masque : rouge pour les premiers, bleu pour les seconds.

## Événements dérivés
Le rituel du namahage a fait l'objet d'abondantes recherches et observations, suscitant un intérêt croissant de la part d'étrangers à la péninsule auquel il était inaccessible. Le rituel, dont la fonction première était magique ou religieuse, a donné lieu à des événements dérivés dont la fonction principale devenait celle d'une représentation, destinée à un public de « visiteurs ». Selon Foster, il est probable que la création de ces événements dérivés ait été une voie pour sauvegarder l'existence du rituel originel, en le préservant de la pression touristique, mais aussi en le revitalisant, grâce au rappel de sa signification aux habitants de la péninsule d'Oga et à la mise en valeur de son caractère privé.

### Namahage Seido matsuri
Cette fête (matsuri) est créée en 1964, et se déroule les seconds vendredi, samedi et dimanche du mois de février. Elle combine les éléments du rituel de namahage, et celle d'une célébration shintō traditionnellement tenue le 3 janvier dans le temple Shinzan à Kitaura, dépendant de la ville d'Oga,.
Après une série de bénédictions shintō et l'exécution d'une danse sacrée, de jeunes gens aux visages arborant des masques consacrés par un prêtre sont présentés au public, devant un grand feu de joie. Puis ils gravissent la montagne où se tient une cérémonie dite de prise des esprits des namahage (nyukon). Ensuite, un spectacle se déroule sur une scène située dans le temple de Kakura-den. Les namahage se livrent à une représentation du rituel du Nouvel An, présentent une série des différents masques et costumes existants dans la péninsule, et interprètent un spectacle de taiko, de gros tambours japonais. Le spectacle comprend d'autres éléments plus contemporains, avec par exemple en 2013 un spectacle de danse moderne créé par Baku Ishii, sur une musique de son fils le compositeur Kan Ishii.
Après une descente de la montagne aux flambeaux, les jeunes gens incarnant les namahage déambulent au travers de la foule autour du temple de Shinzan, ce qui conclut le festival.

## Inscription au patrimoine ethnologique du Japon
La fête des namahage est classée au patrimoine culturel du Japon comme bien important du patrimoine ethnologique vivant (重要無形民俗文化財, jūyō mukei minzoku bunkazai).

## Marchandisation
Les personnages des namahage ont donné lieu à de nombreuses formes d'exploitation commerciale : comme symboles à l'attention des touristes, mais aussi comme sujets de restaurant à thèmes, ou comme constituants de marques de bières, de nouilles et autres produits de consommation courante.

## Traditions similaires
Il existe de nombreuses traditions similaires (toshigami) aussi bien dans la région du Tōhoku que dans d'autres régions :
- dans le Tōhoku, les fêtes appelées Suneka, Namomi ou Namomitakuri se déroulent dans le nord de la préfecture d'Iwate, à l'est de celle d'Akita. À l'exception du nom, qui a la même étymologie, et de quelques détails dans le déroulement du rituel et des costumes et masques, l'ossature est très proche du namahage[9] ;
- Mizukaburi de Yonekawa, préfecture de Miyagi[10] ;
- Koshōgatsu de Yuza, préfecture de Yamagata[10] ;
- Amamehagi dans la péninsule de Noto, préfecture d'Ishikawa[10] ;
- Amabura-kosagi sur l'île de Shikoku[10] ;
- Toshidon de l'île de Koshiki[10] ;
- Paantou de l'île de Miyako[10].

Les toshigami sont une sorte de raihō-shin (来訪神), des divinités rendant visite aux populations. Le rituel « raihô-shin, les visites de divinités masquées et costumées », a été ajouté par l'UNESCO à sa liste représentative du patrimoine culturel immatériel de l'humanité en 2018.